# Sean McAllister (réalisateur)
Pour les articles homonymes, voir McAllister.
Sean McAllister est un réalisateur britannique de documentaires. Il est né à Kingston upon Hull (Yorkshire) en Angleterre le 2 mai 1965.

## Filmographie
- 1988 : Flyingdales
- 1988 : Toxic Waste
- 1988 : Hessle Road
- 1989 : A Passing Thought
- 1990 : The Season
- 1993 : Crematorium
- 1994 : Life with Brian
- 1995 : Hitting
- 1995-1998 : Just People
- 1997 : Shoot out in Swansea
- 1997 : Working for the Enemy
- 1998 : The Minders[1]
- 2000 : Settlers[1]
- 2002 : Hull's Angel
- 2004 : The Liberace of Baghdad[1]
- 2008 : Japan: A Story of Love and Hate[1]
- 2012 : The Reluctant Revolutionary[1]
- 2014 : A Syrian Love Story[2]
- 2018 : A Northern Soul[3]

## Récompenses
- Gagnant, Prix spécial du jury, Sundance Film Festival 2005 [4]
- Gagnant, Meilleur film ethnographique/anthropologique Boulder International Film Festival
- Prix spécial du jury, Chicago International Documentary Festival
- Lauréat, Prix spécial pour le film le plus précieux sur les réfugiés, Fondation Cinema for Peace